# كأس المعارض الأوروبية 1965–66
كأس المعارض الأوروبية 1965–66 (بالإسبانية: Copa de Ferias 1965-66)‏ هو الموسم 8 من  كأس المعارض الأوروبية. أقيم خلال الفترة 8 سبتمبر 1965 وحتى 21 سبتمبر 1966، وكان عدد الأندية المشاركة فيه  48، وفاز فيه نادي برشلونة.

## نتائج الموسم
| المركز | فريق         | لعب | ف | ت | خ | له | عليه | ف.أ | نقاط | ملاحظة |
| ------ | ------------ | --- | - | - | - | -- | ---- | --- | ---- | ------ |
|        | نادي برشلونة |     |   |   |   |    |      |     |      |        |